# Zagórze (Kłodzko)
Zagórze – historyczna dzielnica Kłodzka, położona w południowo-zachodniej części miasta, po lewej, następnie także prawej stronie Bystrzycy Dusznickiej, niemal do jej ujścia do Nysy Kłodzkiej.

## Geografia

### Położenie geograficzne
Zagórze leży w południowo-zachodniej części Kłodzka. Na południu graniczy z Krosnowicami, na zachodzie ze Starym Wielisławem, na północy z Kościelnikami i Książkiem, a na wschodzie poprzez Nysę Kłodzką z Krzyżną Górą. Od centrum miasta oddalone jest o około 3 km na południowy zachód.

### Warunki naturalne
Zagórze leży na południu miasta nad Bystrzycą Dusznicką na wysokości ok. 300–310 m n.p.m. Ciągnie się wzdłuż dolnego brzegu wspomnianej rzeki od ujścia Wielisławki, gdzie sąsiaduje z zabudową Starego Wielisławia.
Otoczenie stanowią w większości użytki rolne, z dużym udziałem łąk i ogrodów, jednak sporo miejsca zajmują także tereny przemysłowe i magazynowo-składowe. Występują tu dobre gleby na podłożu osadów polodowcowych. Widoczne są również ślady eksploatacji glin ceramicznych na potrzeby cegielni.

### Budowa geologiczna
Podłoże zbudowane jest głównie z kredowych piaskowców i zlepieńców, ale w okolicach Krzyżnika (327 m n.p.m.) i dalej wzdłuż lewego brzegu Bystrzycy Dusznickiej występują amfibolity, które eksploatowano w sporym kamieniołomie. W amfibolitach występuje wiele minerałów, m.in. chalkopiryt i piryt, hematyt, epitody, diopsyt i tytanit. We wkładach wapieni pojawiają się granaty i kalcyt, a w łupkach łyszczykowych limonit.

## Demografia

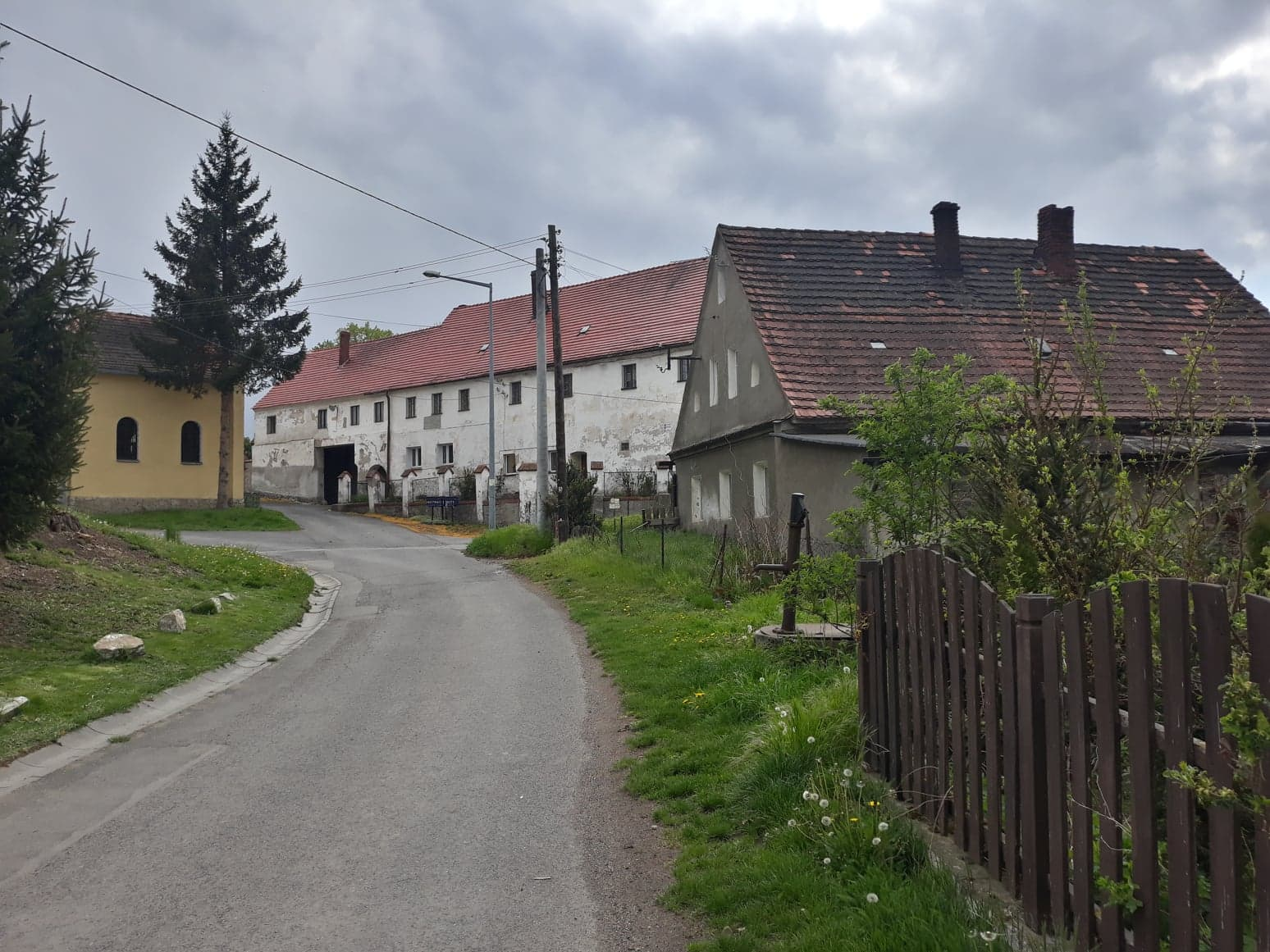
Zabudowa Zagórza

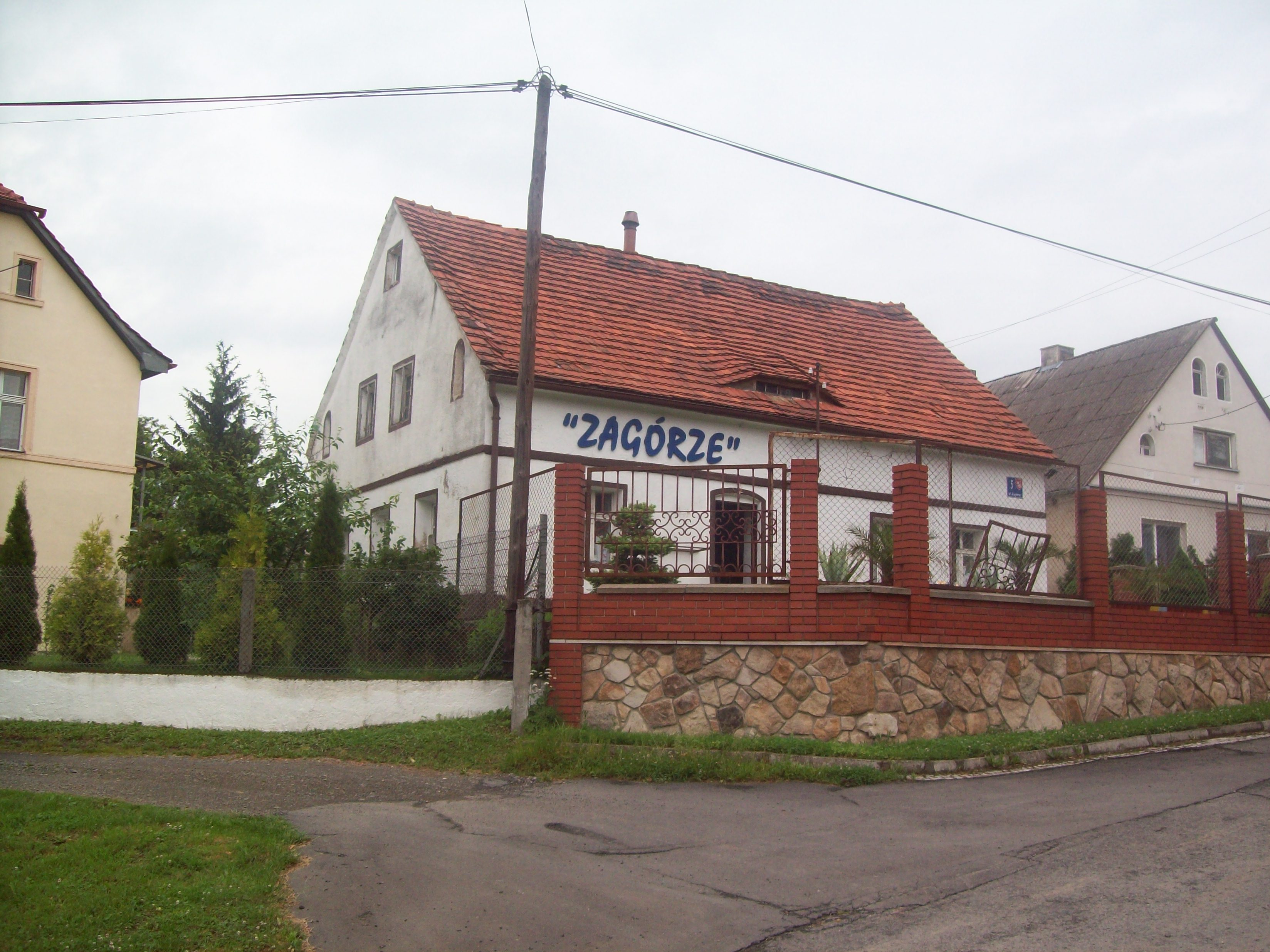
Ulica Zagórze

Ludność Zagórza na przestrzeni stuleci kształtowała się w następujący sposób:
Ze względu na korzystne położenie oraz dość bliskie sąsiedztwo Kłodzka osada nie wyludniła się i posiadała ustabilizowaną sytuację ludnościową z wyraźną tendencją wzrostową. Pozostałe dane na temat liczby ludności, w związku z tym, że została ona przyłączona do Kłodzka podawane są wraz z jego liczbą mieszkańców.

## Historia
| 1354 | Zaharcz  |
| 1360 | Zahorcz  |
| 1456 | Zoratcz  |
| 1514 | Soritz   |
| 1549 | Soritsch |
| 1945 | Zarzecze |
| 1956 | Zagórze  |
| 1960 | Podgórze |
| 1980 | Zagórze  |

Zagórze powstało jako osada przedlokacyjna związana z zespołem osadniczym Kłodzka. Jego dzieje łączyły się z miastem. W 1355 roku w transakcji kupna-sprzedaży 3 prętów gruntu w Zagórzu stronami byli: Wenczlow von Zahrcz (określany jako Czech) i Cunczel Huter. Osada należała w tym czasie do joannitów z Kłodzka. Wcześnie powstał tu młyn wodny.
W 1428 roku w pobliżu Zagórza miała miejsce bitwa pod Czerwoną Górą stoczona między husytami a obozem antyhusyckim na czele z księciem ziębickim Janem, która zakończyła się klęską jego oddziałów i śmiercią władcy. Dla jego upamiętnienia ufundowano mauzoleum w pobliżu domniemanego miejsca jego śmierci. Według źródeł z 1456 roku młynarzem był Merin Pabel. Wieś nie była jednak nigdy duża, ograniczała się właściwie do zagrody młynarza.
Pomimo że znajdowała się w pobliżu Kłodzka, w 1549 roku odnotowano, iż należała do parafii w Krosnowicach, a jeden gospodarz w 1575 roku płacił podatki kościołowi parafialnemu w Starym Wielisławiu. Od 27 lipca 1626 roku wieś stała się własnością kolegium jezuitów w Kłodzku.
Znaczący rozwój Zagórza przypadł na XVIII wiek. W 1765 roku stanowiło nadal własność jezuitów. Mieszkało tu 5 kmieci i 7 zagrodników oraz chałupników, z czego 2 było rzemieślnikami. W 1787 roku właścicielem Zagórza był hr. Friedrich Wilhelm von Reden, wówczas wieś zamieszkiwało 5 kmieci i 9 zagrodników oraz chałupników. Następnie w 1825 roku wieś należała do barona von Münchhausena z Szalejowa Dolnego. Liczyła wówczas tylko 12 domów. Ponadto w Zagórzu znajdował się młyn wodny i wapiennik. Około połowy XIX wieku wzniesiono kaplicę.
Wieś ożywiła się w 2 poł. XIX wieku dzięki przeprowadzeniu przez nią linii kolejowej do Dusznik-Zdroju w 1890 roku, przedłużonej następnie do Kudowy-Zdroju. Powstały wówczas niewielkie zakłady przemysłowe. Działał również kamieniołom amfibolitów. Rozwinął się niewielki ruch turystyczny, głównie mieszkańców Kłodzka, do pobliskich Krosnowic i na Czerwoniak. We wsi znajdowała się popularna gospoda. W czasie II wojny światowej we wsi znajdował się obóz jeniecki, w którym przebywało ok. 250 żołnierzy radzieckich, zatrudnionych w kamieniołomach.
W 1945 roku po przejęciu ziemi kłodzkiej przez Polskę wysiedlono jej dotychczasowych mieszkańców, na których miejsce przybyli Polacy. Zachowało swój rolniczy charakter. Uruchomiono miejscowe zakłady przemysłowe i zbudowano rozlewnię wody mineralnej, wykorzystując ujęcie przy granicy Starego Wielisławia. W latach 80. XX wieku wzniesiono dużą ciepłownię miejską. Początkowo Zagórze nazywane było Podgórzem lub Zarzeczem, ostatecznie utarła się obecna nazwa, która powoli wychodzi z użycia, pozostając tylko w nazwie głównej ulicy.

## Administracja
Zagórze jest starą wsią położoną w znacznym oddaleniu od Kłodzka, do którego zostało przyłączone 30 września 1928, a więc jeszcze przed II wojną światową. Po 1945 roku znalazło się w granicach Polski. Weszło w skład województwa wrocławskiego i powiatu kłodzkiego. W latach 70. XX wieku Zagórze jako część Kłodzka weszło w skład województwa wałbrzyskiego. W 1999 roku ponownie reaktywowano powiat kłodzki, który wszedł w skład nowo powstałego województwa dolnośląskiego.
Na terenie Kłodzka nie występują pomocnicze jednostki administracyjne, takie jak: osiedla, czy dzielnice, dlatego też o większości spraw decyduje samorząd miejski w Kłodzku. Mieszkańcy Zagórza tworzą okręg wyborczy nr 3 i wraz z całą południowo-zachodnią częścią miasta, co 5 lat (do 2018 roku kadencja liczyła 4 lata) wybierają pięciu radnych do Rady Miasta.

## Edukacja i kultura

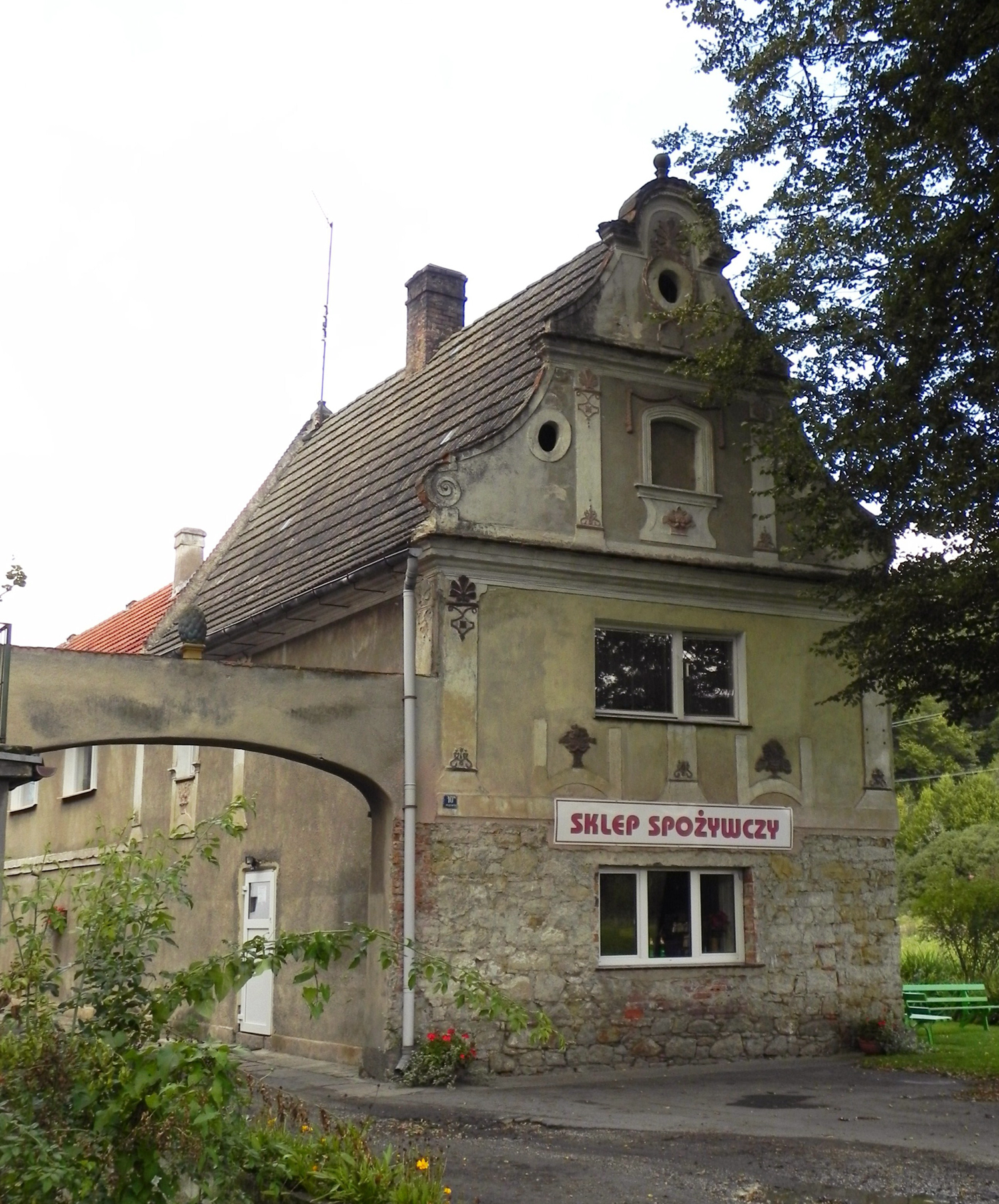
Dawny młyn wodny na Zagórzu

Zagórze pozbawione jest placówek kulturalno-oświatowych. Dzieci w wieku 7–15 lat pobierają naukę w mieszczącej się przy ul. Bohaterów Getta 22 – Szkole Podstawowej nr 6 im. Unii Europejskiej. Następnie młodzież kontynuuje kształcenie w szkołach średnich w centrum miasta.

## Religia
Większość mieszkańców Zagórza należy do Kościoła katolickiego. Znajduje się tu świątynia katolicka pw. Macierzyństwa NMP, będąca kościołem filialnym parafii Podwyższenia Krzyża Świętego. Od średniowiecza osada ta należała do parafii św. Jakuba Apostoła w Krosnowicach, a następnie do kłodzkiej parafii jezuitów (od XVI wieku). W 1982 roku z jej terenów została wydzielona nowa parafia, Podwyższenia Krzyża Świętego, na której terenie znalazło się Zagórze, wchodząca w skład dekanatu kłodzkiego w diecezji świdnickiej.

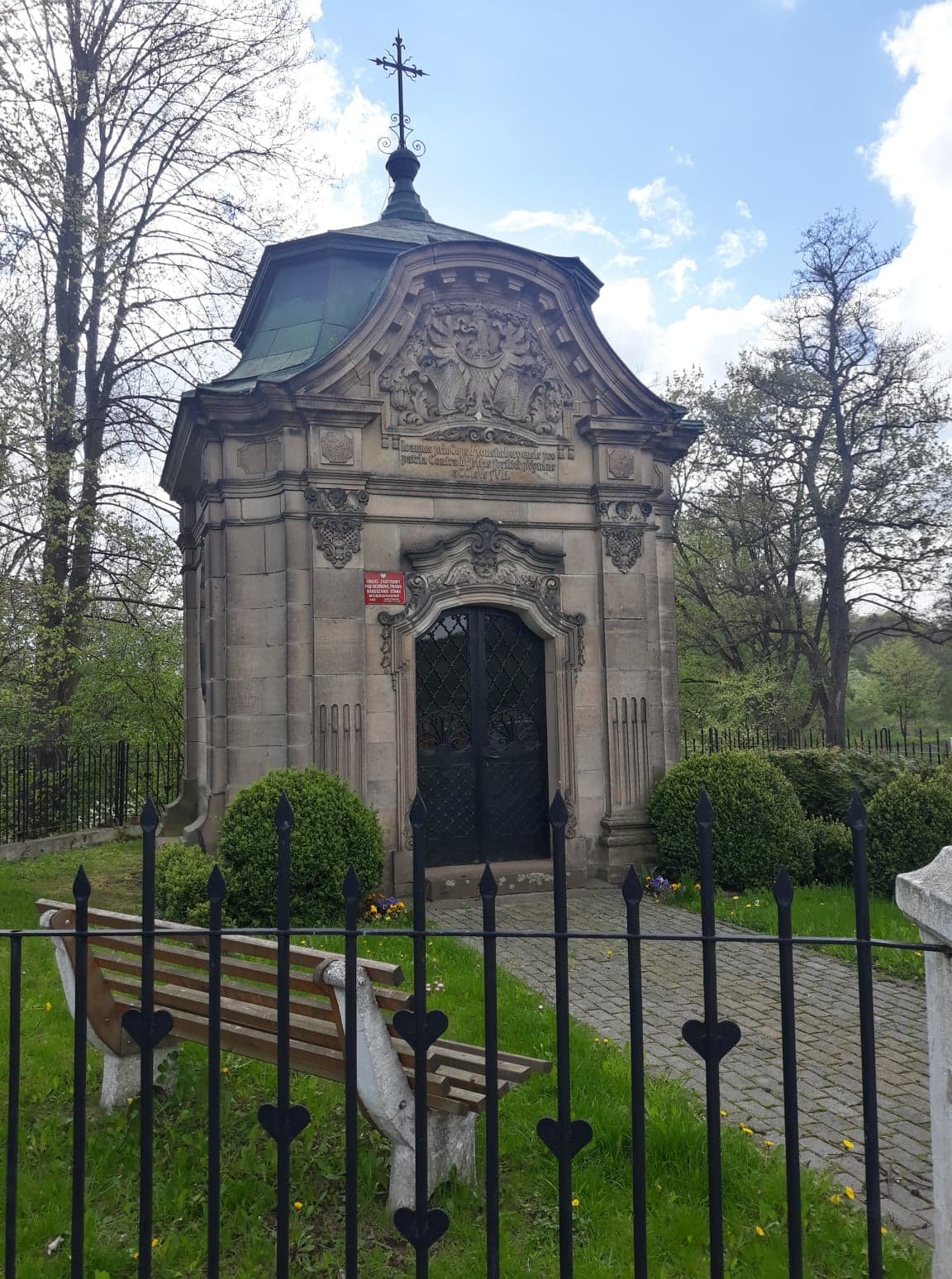
Kaplica księcia ziębickiego Jana w Zagórzu upamiętniająca bitwę pod Czerwoną Górą w 1428 roku

## Architektura i urbanistyka
Zagórze ma charakter rolniczo-przemysłowy. Zachowało się tu sporo gospodarstw z końca XVIII i XIX/XX wieku. Osada składa się z kilku zgrupowań domów. W środkowej części leży właściwe Zagórze, a na zachodzie przy granicy administracyjnej Kłodzka znajdują się domy, stanowiące dawniej część Starego Wielisławia Dolnego.
Na obszarze Zagórza znajdują się 3 ulice:
- ul. dr. Janusza Korczaka
- ul. Wielisławska
- ul. Zagórze

### Zabytki, pomniki i tablice
- Mauzoleum księcia Jana ziębickiego – neobarokowa kaplica wzniesiona w latach 1904–1905, upamiętniająca śmierć księcia Jana ziębickiego w bitwie pod Starym Wielisławiem
- Kościół filialny pw. Macierzyństwa NMP z 1854 roku. Jest to skromna neobarokowa budowla salowa, nakryta dwuspadowym dachem z sygnaturką.
- zachowało się kilka domów mieszkalnych z XIX wieku:
  - ul. Korczaka 53 z poł. XIX wieku
  - ul. Wielisławska 3 z końca XVIII wieku
  - ul. Zagórze 1 z 1843 roku
- młyn wodny z XIX wieku
- kilka kapliczek, krzyży i figur z XVIII/XIX wieku, m.in. przy kościele.

## Gospodarka

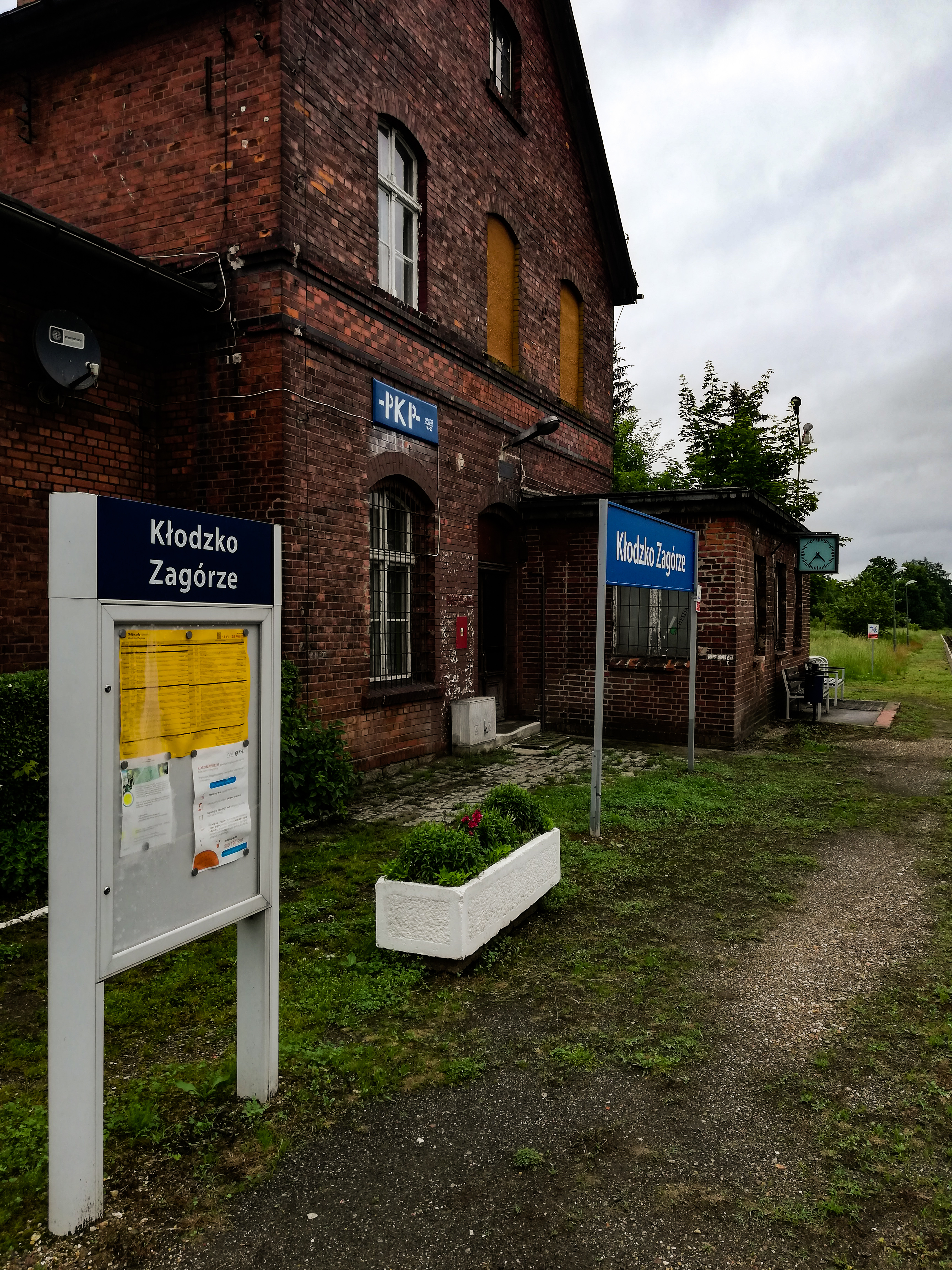
Widok ogólny na przystanek osobowy Kłodzko Zagórze

Na obszarze Zagórza występuje sporo gospodarstw rolnych, jednak większość mieszkańców pracuje w zakładach usługowych i przemysłowych położonych w mieście. Dawniej na terenie dzielnicy na wzgórzu o nazwie Fiebigberg znajdował się kamieniołom, przy ul. Wielisławskiej (niedaleko Krzyżnika). Do największych przedsiębiorstw na terenie dzielnicy należą: zakłady drzewne, młyn wodny, rozlewnia wód mineralnych i ciepłownia Przedsiębiorstwa Energetyki Cieplnej, ogrzewająca nowe osiedla mieszkaniowe w Kłodzku. Jest ono częścią Dolnośląskiego Zakładu Termoenergetycznego S.A.

## Infrastruktura

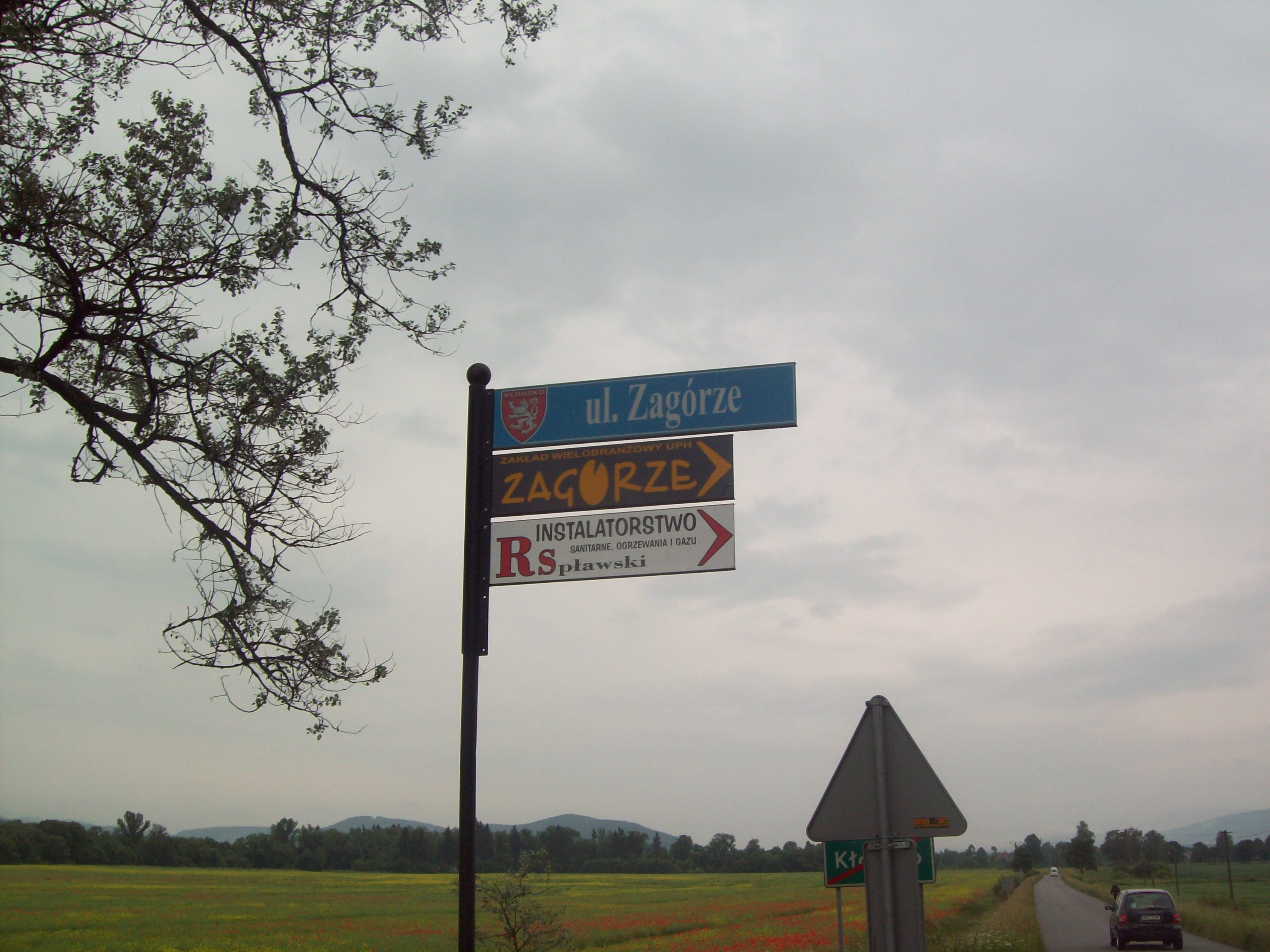
Słupek uliczny na Zagórzu

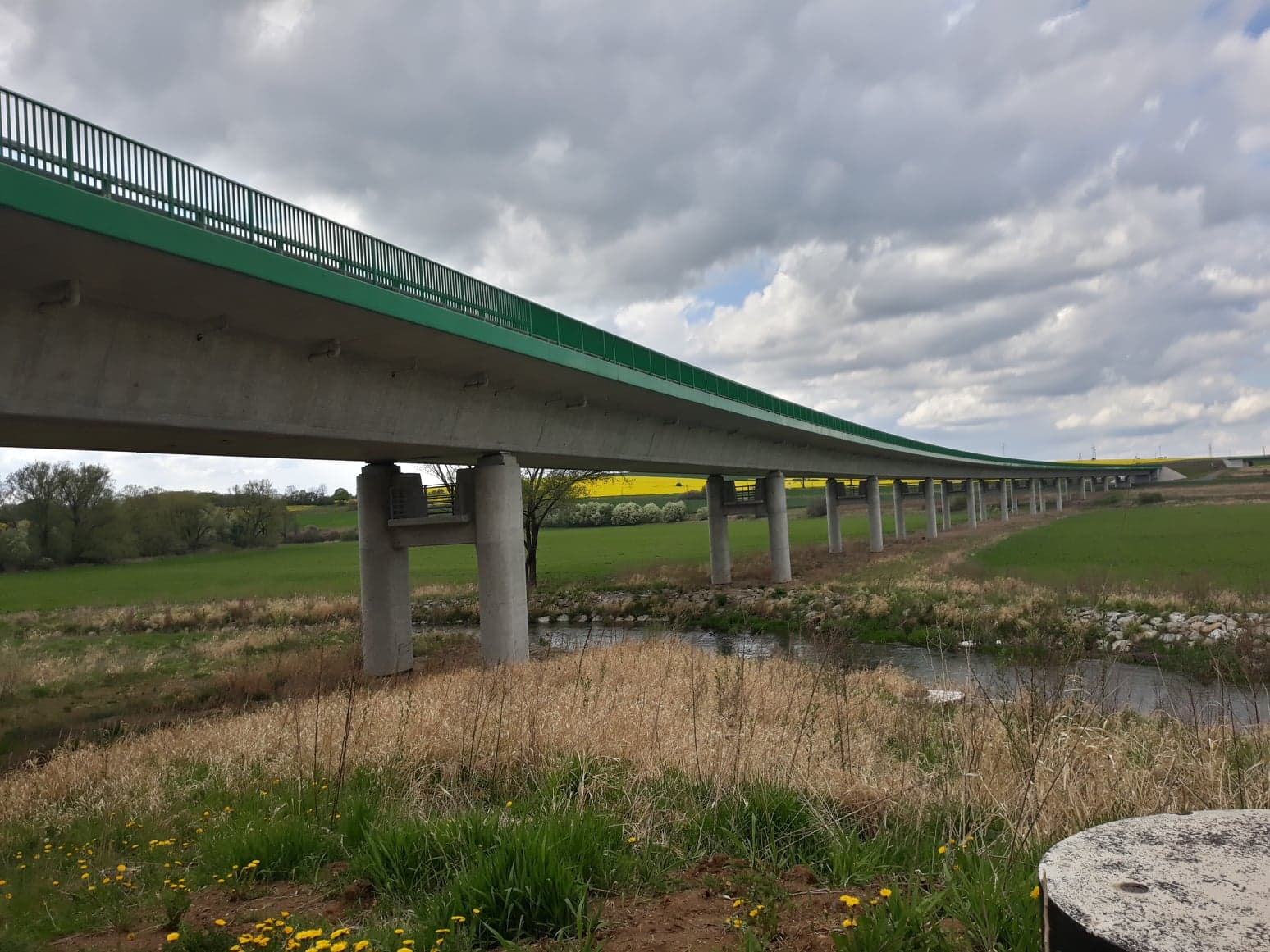
Zachodnia obwodnica Kłodzka w rejonie Zagórza

### Transport
Przez wiele lat Zagórze znajdowało się na uboczu ważnych szlaków komunikacyjnych ziemi kłodzkiej. Przechodzą tędy dwie lokalne szosy: do Szalejowa Górnego i Nowego Wielisławia oraz do Krosnowic. W latach 2016–2018 wybudowano obwodnicę Kłodzka, której zachodni odcinek przebiega przez środek dzielnicy. Stanowi ona część drogi krajowej nr 33 prowadzącej z Kłodzka do Międzylesia i granicy państwa z Czechami w Boboszowie.
Przez osadę przechodzi linia kolejowa nr 309 z Kłodzka Głównego do Kudowy-Zdroju. Trasa ta powstała w latach 1890–1905, przy czym pierwszy jej odcinek prowadzący przez Zagórze do Szczytnej został otwarty 15 grudnia 1890 roku. W zachodniej części znajduje się przystanek kolejowy Kłodzko Zagórze. Zatrzymują się na nim pociągi Kolei Dolnośląskich (od 2013 roku). Według stanu na wrzesień 2020 roku na przystanku zatrzymuje się 10 pociągów osobowych dziennie, obsługujących relację z Kudowy-Zdroju do: Legnicy (D5), Wałbrzycha Głównego (D15) i Wrocławia Głównego (D29).

### Komunikacja
Mieszkańcy Zagórza nie mają dostępu do transportu miejskiego. Najbliższy przystanek autobusowy znajduje się na granicy dzielnicy z Książkiem w pobliżu tamtejszego przystanku kolejowego – Kłodzko Książek. Jest on obsługiwany przez PKS Kłodzko. Zatrzymują się na nim autobusy realizujące relację: Kłodzko Dworzec Autobusowy – Starków. Do lat 90. XX wieku linia ta nosiła numer 1.

### Bezpieczeństwo
W zakresie ochrony przeciwpożarowej oraz innych miejscowych zagrożeń, Zagórze podlega pod rejon działania Powiatowej Straży Pożarnej oraz Komendy Powiatowej Policji w Kłodzku. Funkcję dzielnicowych pełnią: st. sierż. Paweł Rudawski z Rejonu służbowego nr 3 dla ulic: Korczaka i Zagórze oraz asp. sztab. Rafał Pietrołaj dla ul. Wielisławskiej (Rejon służbowy nr 6). Z ramienia kłodzkiej straży miejskiej III Rejon Służbowy obsługują st. insp. Krzysztof Wajda i mł. strażnik Sebastian Ligas, zaś VI Rejon Służbowy: st. insp. Robert Garbowski i mł. strażnik Arkadiusz Pawłowicz.